# Bandar-e Lengeh (shahrestan)
Bandar-e Lengeh, eller Bandar Lengeh, (persiska: شهرستان بندر لنگه , Shahrestan-e Bandar-e Lengeh) är en shahrestan, delprovins, i Iran. Den ligger vid Persiska viken, i provinsen Hormozgan i den södra delen av landet. Antalet invånare var 159 358 år 2016. Administrativ huvudort är staden Bandar-e Lengeh.